# Colobonthophagus
Colobonthophagus là một chi bọ cánh cứng thuộc họ Scarabaeidae.